# Notturno in gondola
Notturno in gondola è la prima compilation dei Rondò Veneziano pubblicata nel 1981 dalla Baby Records e distribuita dalla EMI. 

## Tracce
1. Capriccio veneziano (Gian Piero Reverberi e Laura Giordano) - 3:46
2. Rondò veneziano (Gian Piero Reverberi e Laura Giodano) - 3:25
3. Sinfonia per un addio (Gian Piero Reverberi e Laura Giordano) - 5:41
4. Colombina (Gian Piero Reverberi e Laura Giordano) - 3:03
5. Andante veneziano (Gian Piero Reverberi e Laura Giordano) - 4:15
6. Rialto (Gian Piero Reverberi e Laura Giordano) - 3:00
7. Notturno in gondola (Gian Piero Reverberi e Laura Giordano) - 4:40
8. La serenissima (Gian Piero Reverberi e Laura Giordano) - 2:18
9. San Marco (Gian Piero Reverberi e Laura Giordano) - 3:20
10. Tramonto sulla laguna (Gian Piero Reverberi e Laura Giordano) - 3:37
11. Arlecchino (Gian Piero Reverberi e Laura Giordano) - 3:06